# Araguari
Araguari es un municipio brasileño del estado de Minas Gerais. Está localizado en el norte del Triángulo Minero, junto al río Jordão, un afluente del Río Paranaíba, a una altitud que varía entre 940 y 1.087 metros.
Tiene un área de 2.744 km², con 1.262 km² de área urbana y 1.481 km² de zona rural. Con una población estimada en 2008 en 111.095 habitantes, es la tercera ciudad más grande del Triángulo Minero.
Posee más de 100 cascadas naturales, grutas, áreas de bosque virgen y reservas ecológicas intactas con fauna y flora exuberantes, parques temáticos distribuidos en 10 clubes de esparcimiento con piscinas, saunas, áreas desportivas y un gimnasio con piso flutuante, sin contar que el agua de Araguari es considerada una de las de mejor calidad y sabor de todo el país. Otra excelente opción de ocio y descanso es el bosque John Kennedy con 112 mil m² de área verde. Todo esto dentro del perímetro urbano.

## Educación
Araguari cuenta con 18 Colégios Estatales y Facultades como UNIPAC, Objetivo entre otras.

## Hijos ilustres
- Ronaldo Lemos, teórico de nuevas tecnologías.
- Geraldo França de Lima
- Patricia Marques Mora

## Referencias

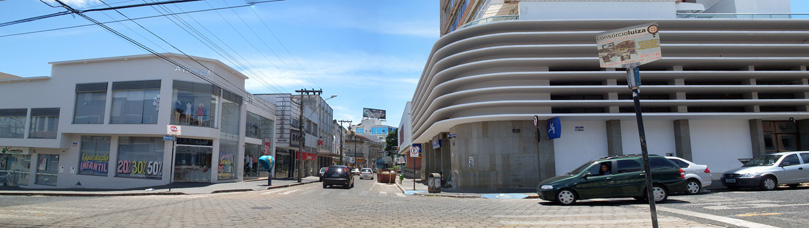
Centro de Araguari.